# Ле Пле, Фредерик
Пьер Гийом Фредерик Ле Пле (фр. Pierre Guillaume Frédéric Le Play; 11 апреля 1806, Ла-Ривьер-Сен-Совёр, Кальвадос, Франция — 5 апреля 1882, Париж) — французский мыслитель, социолог, политический деятель, общественный реформатор, экономист, горный инженер, педагог, профессор Политехнической школы в Париже.
Один из зачинателей общественных и социологических исследований.

## Биография
Выпускник, а позже — профессор Политехнической школы в Париже. Окончил также парижскую Горную школу.

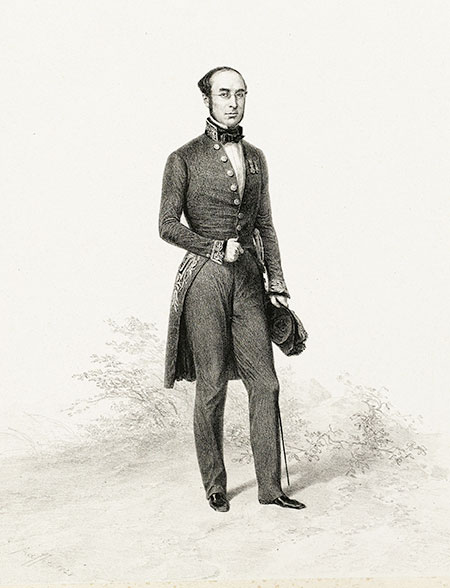
Ле Пле. 1837.

В 1834 году был назначен председателем постоянного комитета статистики горной добычи. В 1840 году стал главным инженером и профессором горного дела в парижской Горной школе, с 1848 года — инспектор Горной академии.
В течение почти четверти века путешествовал по Европе, собирая огромное количество материала о социально-экономическом положении трудящихся классов. В 1855 году опубликовал Les Ouvriers Europeens, серию из 36 монографий по вопросам бюджетов типичных рабочих семей. Эта работа получила премию Montyon Французской Академии наук. В 1856 году основал Международное общество социальной экономии.
Наполеон III, ценивший его, поручил Ле Пле организацию Всемирной выставки 1855 года и назначил его государственным советником. Генеральный комиссар Всемирной выставки 1867, сенатор империи.
Великий офицер ордена Почётного легиона.

## Научная деятельность
Ле Пле считается одним из создателей монографического метода в социальных исследованиях.
Сторонник социального неравенства, выступал против революций и всеобщего избирательного права. Главным фактором социальной жизни считал семью, основанную на власти отца и традиционной религиозной морали. Ле Пле различал три типа семьи: патриархальную, в которой дети, состоящие в браке, продолжают жить под главенством родителей; нестабильную (совр. нуклеарную семью); коренную, в которой один из женатых сыновей остается в отцовской семье, а остальные получают определенную долю наследства.
В объяснении социальных явлений придавал ведущее значение технологическим и географическим факторам, с одной стороны, и морально-религиозным — с другой.
Особое значение Ле Пле придавал сбору социальных фактов. Проводил исследования в семьях французских рабочих, на основании которых сформулировал программу общественных реформ. Основная социологическая работа Ле Пле — «Европейские рабочие» содержит результаты этого изучения рабочих семей, их бюджетов как выражения уровня и образа жизни. Факты, изложенные в работе, до сих пор сохраняют своё значение для изучения положения рабочего класса. Программа социального переустройства («социальная реформа») Ле Пле была сугубо консервативной и состояла в возрождении и укреплении архаических социальных институтов: традиционных форм семьи, законов о наследовании, препятствующих дроблению имущества и т. д. Отношения между рабочими и предпринимателями Ле Пле предлагал строить на принципах патронажа, по образцу отношений между помещиками и зависимыми крестьянами.
Работы Ле Пле оказали влияние на развитие таких направлений, как географический и технологический детерминизм, католическая социология.

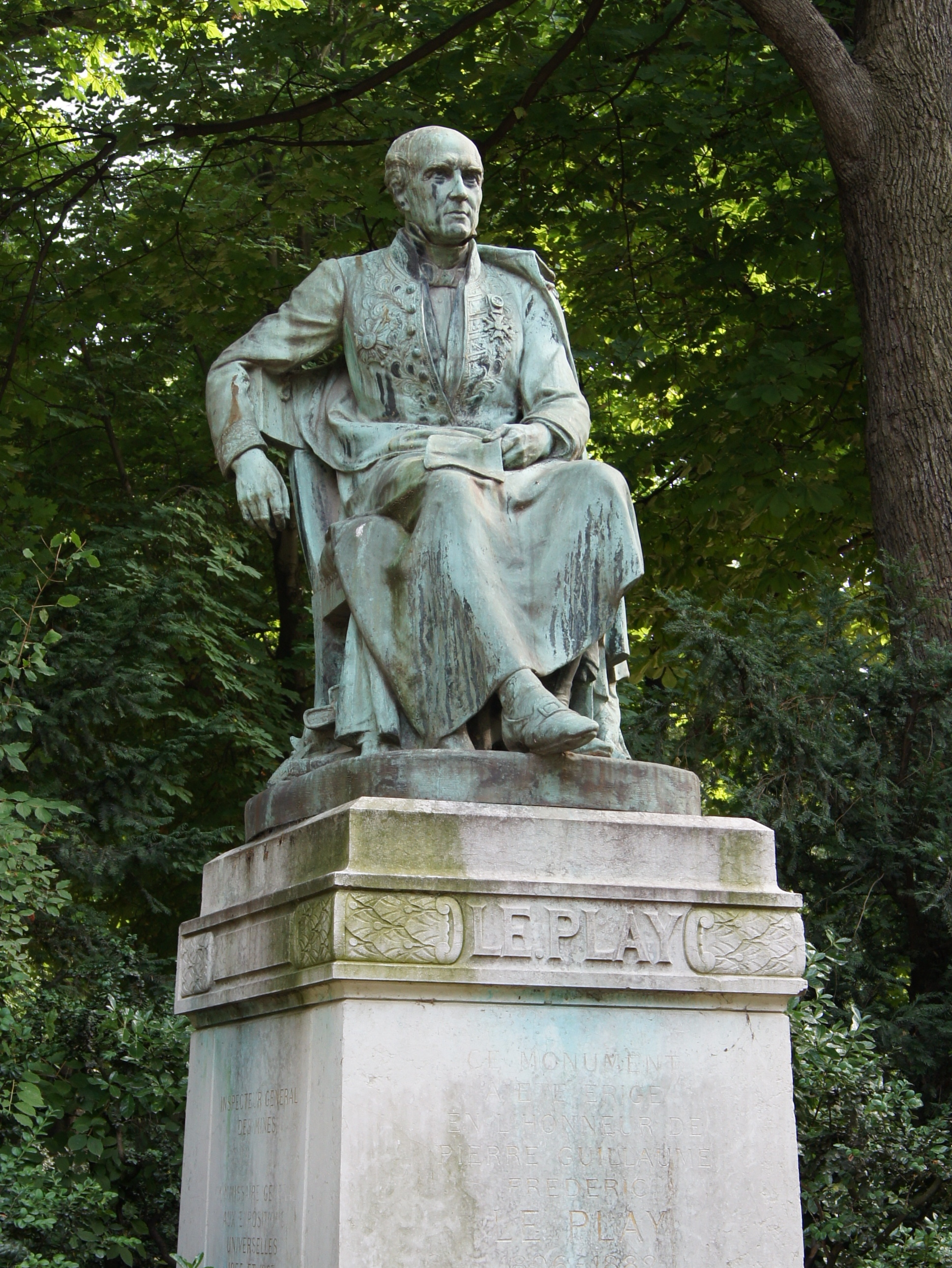
Памятник Ле Пле работы скульптора Андре-Жозефа Аллара. Люксембургский сад. Париж

В царской России пропагандистом консервативных воззрений Ле Пле был политический деятель и правовед К. П. Победоносцев.
Значение Ле Пле для современной социологии определяется его эмпирическими исследованиями семей и их образа жизни, а также разработкой методики изучения социальных фактов, в частности монографического метода.

## Эмпирическое изучение семьи
При разработке исследований Ле Пле придерживался позиции: «чтобы понять общество, необходимо понять семью». В качестве основного количественного метода в исследованиях Ле Пле выбрал анализ семейного бюджета, который в свою очередь отображал весь спектр жизнедеятельности и организации семьи. В программу бюджетных исследований легло изучение семей, классифицированных по нескольким показателям, рассматриваемых от возникновения до распада. Таким образом Ле Пле определил концепцию жизненного цикла семьи как малой группы. В дальнейшем, бюджетные исследования семьи приобрели широкий масштаб и внесли весомый вклад в изучение внутрисемейного функционирования.

## Память
- Именем Ле Пле названа одна из улиц VII округа Парижа — Avenue Frédéric-Le-Play.
- В Люксембургском саду в центре Парижа ему установлен памятник.

## Избранные труды
- Исследование каменноугольного Донецкого бассейна, произведенное в 1837-39 годах, по распоряжению А. Н. Демидова, главным горным инженером и профессором в Горной парижской школе, Ле-Пле при пособии г. г. Маленво, Лалано и Эйро : С атласом из 9 табл. и геол. карт. / Пер. с фр. [и предисл.] проф. Г. Е. Щуровского. — М., 1854. — 751 с.
- Основная конституция человеческого рода : С очерком жизни и деятельности авт. — М. : К. П. Победоносцев, 1897. — [2], XLII, 232, IV с.
- La Méthode expérimentale et la loi divine. Lettre de M. P. Prédié et réponse de M. F. Le Play, 1875.
- Les ouvriers europeens. 2-eme ed, en 6 v. P., 1877—1879.
- Économie sociale, 1891.
- Voyages en Europe (1829—1854), 1899.